# 서비스나우
서비스나우(ServiceNow, Inc.)는 샌타클래라 (캘리포니아주)에 본사를 둔 미국의 소프트웨어 회사로, 자동화된 비즈니스 워크플로를 생성하고 관리하기 위한 클라우드 컴퓨팅 플랫폼을 제공한다. 이 회사는 프레드 루디가 2003년에 설립했으며, 뉴욕 증권거래소(티커 심볼: NOW)에 상장되어 있으며 S&P 100 및 S&P 500 지수의 구성 요소이다. 2018년 포브스 잡지는 이 회사를 세계에서 가장 혁신적인 기업 목록에서 1위로 선정했다.

## 역사
서비스나우는 프레드 루디에 의해 2003년 Glidesoft, Inc.로 설립되었으며, 이후 2004년 캘리포니아에 법인으로 등록되었다. 루디는 이전에 샌디에고에 본사를 둔 기업 소프트웨어 회사인 Peregrine Systems의 최고기술책임자로 2002년까지 재직했다. 회사 설립 시, 루디는 당시 해체된 Peregrine Systems에서 제공되던 동일한 서비스를 제공하고자 했다.
루디는 2005년 중반까지 유일한 직원이었다. 이후 JMI Equity로부터 벤처 자금으로 US$2.5 million를 확보하여 Glidesoft는 5명의 직원을 추가로 고용할 수 있게 되었다. 2006년, 회사는 이름을 Service-Now.com으로 변경했다. 2007년 서비스나우는 연간 매출 US$13 million를 기록했으며, 산호세 (캘리포니아주)에 첫 실리콘 밸리 사무실을 열었다. 2007년은 또한 회사가 "현금 흐름 흑자"를 기록한 첫 해였다.
2011년 January월 기준, 이 회사는 샌디에고, 시카고, 뉴욕, 애틀랜타, 런던, 프랑크푸르트 사무실에 275명의 직원을 두고 있었으며, 100명 이상의 서비스나우 컨설턴트를 보유한 액센츄어와 파트너십을 맺고 있었다. 이 시기에 회사는 "Service-now"로도 알려져 있었다. 2011년 4월까지 회사는 프랭크 슬루트만을 최고경영자로 임명했다.
2012년 6월, 서비스나우는 US$210 million 규모의 IPO 이후 공개 회사가 되었다. 그 직후 회사는 본사를 샌디에고에서 샌타클래라 (캘리포니아주)로 이전했다. 페이스북이 상장된 지 한 달 만에 모건 스탠리에 의해 상장되었다.
2019년 10월, 회사는 존 도나호 CEO의 후임으로 연말에 SAP SE의 전 CEO였던 빌 맥더못이 올 것이라고 발표했다. 2020년 1월, 빌은 지나 마스탄투오노를 최고재무책임자(CFO)로 임명했다. 그녀의 리더십 아래, 서비스나우는 2024년 100억 미국 달러 이상의 매출을 기록했으며, 2020년부터 2024년까지 구독 매출이 연평균 26%의 복합 성장률을 기록하여 포춘 500 목록에 이름을 올렸다. 마스탄투오노는 2025년에 CFO직을 유지하면서 사장으로 임명되었다.
2023년 5월, 엔비디아는 서비스나우와의 파트너십을 발표하며 주요 기업에 AI 서비스를 제공할 계획을 밝혔다. 이 파트너십은 회사별 데이터를 새로운 AI 서비스에 활용하여 OpenAI 및 ChatGPT의 AI 발전과는 차별화된 서비스를 제공하는 것을 목표로 한다.
2023년 12월 기준으로, 서비스나우의 직원 수는 약 23,000명으로 추정된다.
2024년, 이 플랫폼은 접근 제어 설정의 잘못된 구성으로 인해 천 개 이상의 기업 사용자 "지식 기반" 모듈에서 잠재적으로 매우 기밀한 데이터가 유출되었다고 보고되었다.
2024년 10월, 회사는 영국에 15억 달러를 투자할 계획을 발표했다. 영국 내 데이터 센터는 런던과 뉴포트 (웨일스)에 위치해 있다.

### 인수 목록
- 2013년 7월: Mirror42, 암스테르담 기반 소프트웨어 개발사[16]
- 2014년 7월: Neebula Systems, 이스라엘 클라우드 컴퓨팅 도구 회사[17]
- 2015년 2월: Intréis[18]
- 2016년 6월: Brightpoint Security[19]
- 2017년 1월: 머신러닝 스타트업 DxContinuum[20]
- 2017년 10월: 샌디에고 인간 중심 설계 회사 텔레파시; 이 인수 합병으로 서비스나우의 내부 디자인 에이전시인 Design Experience Organization의 규모가 두 배로 늘었다.[4]
- 2017년 10월: Microsoft Ventures의 지원을 받는 기업 모빌리티 회사 SkyGiraffe. SkyGiraffe는 2019년 3월에 출시된 서비스나우의 모바일 플랫폼의 기반을 형성했다.[21]
- 2018년 4월: VendorHawk, 서비스형 소프트웨어 관리 회사[22]
- 2018년 5월: AI 스타트업 Parlo[23]
- 2018년 10월: 데이터 분석 회사, FriendlyData[24]
- 2019년 5월: Appsee Ltd., 분석 스타트업[25]
- 2019년 11월: Fairchild Resiliency Systems[26]
- 2020년 1월: Loom Systems, Passage AI, 및 Attivio[27][28]
- 2020년 6월: Sweagle[29]
- 2020년 11월: 엘리먼트 AI[30]
- 2021년 3월: Intellibot[31]
- 2021년 5월: Lightstep[32]
- 2021년 8월: Swarm64 및 Mapwize[33][34]
- 2021년 10월: Gekkobrain[35]
- 2022년 6월: Hitch[36]
- 2022년 10월: Era Software[37]
- 2023년 7월: AI 기반 플랫폼 G2K[38]
- 2023년 12월: UltimateSuite[39][40]
- 2024년 3월: 4Industry[41]
- 2024년 7월: Raytion GmbH[42]
- 2024년 11월: Mission Secure [43]
- 2025년 1월: Cuein AI [44]
- 2025년 2월: Quality 360°[45]
- 2025년 3월: Moveworks[46]
- 2025년 4월: Logik [47]
- 2025년 5월: Data.World[48]

## 플랫폼
서비스나우는 자동화된 워크플로를 통해 IT 서비스 관리 및 헬프 데스크 기능을 지원하도록 설계된 서비스형 플랫폼이다. 수수료 모델은 사용자(좌석)당 월별 비용을 기준으로 하며, 이 비용은 US$100부터 시작한다.
이 플랫폼은 "모듈"이라는 다양한 애플리케이션 스위트로 패키징되어 있으며, 이는 다양한 비즈니스 프로세스에 맞게 조정된다. 이러한 영역 중 일부는 거버넌스, 위험 관리, 규정 준수, 감사 (위험 관리), 업무 연속성 계획, 재난 복구 계획, 벤더 관리, 및 환경, 사회, 기업 지배구조를 포함한다. 이 플랫폼의 일반적으로 언급되는 이점은 이러한 많은 모듈이 서로 연결되어 있다는 것이다. 예를 들어, IRM 스위트(통합 위험 관리)는 다양한 위험 및 감사 결과(증거 요청과 같은 수동 또는 자동화된 활동을 통해 찾을 수 있는 결과)를 기반으로 자동으로 문제를 생성하고 티켓을 할당한다. 또한 Performance Analytics라는 데이터 및 정보 시각화 보고서 생성기도 있다.
서비스나우 스크립트는 자바스크립트로 작성되었으며, 데이터베이스 쿼리는 Glide라는 독점적인 객체 지향 API를 사용하여 이루어진다. 2023년 7월, 이 회사는 생성형 인공지능 음성-코드 기능을 출시했다.

## 같이 보기
- IT 서비스 관리
- 데브옵스
- BMC 소프트웨어
- ERP 소프트웨어